# الاتحاد الأوروبي لكرة السلة

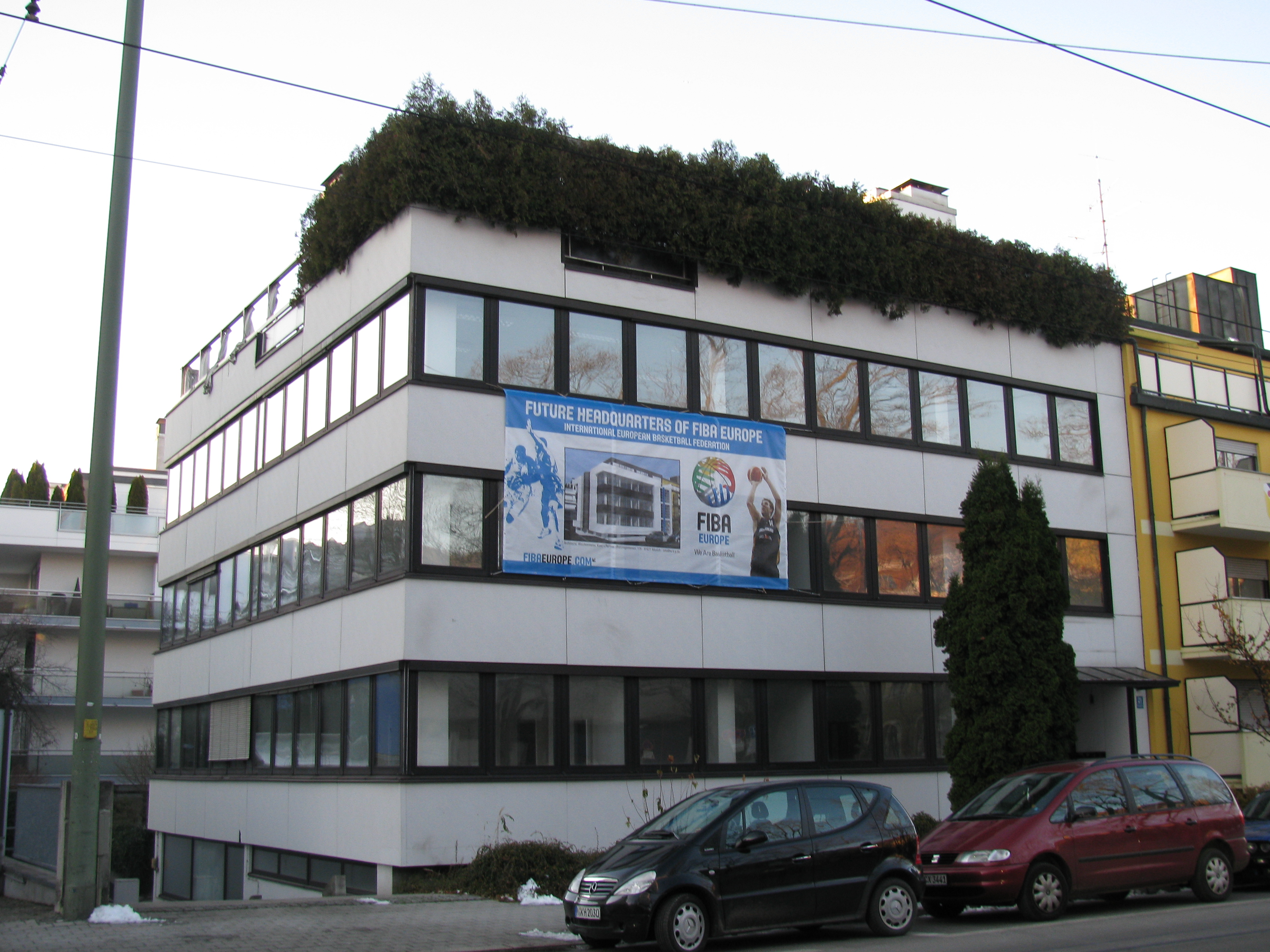
مقر الاتحاد في ألمانيا.

الاتحاد الأوروبي لكرة السلة أو فيبا أوروبا (بالإنكليزية: FIBA Europe) هو اتحاد كرة سلة في أوروبا تحت مظلة الاتحاد الدولي لكرة السلة تأسس عام 1957 ويضم 50 اتحاداً وطنياً. وبنظم الاتحاد العديد من البطولات لكرة السلة في اوروبا على صعيد المنتخبات والأندية

## المسابقات

### المنتخبات
- بطولة أمم أوروبا، بطولة قارية تُلعب كل أربع سنوات.
  - رجال
  - سيدات
- بطولة أمم أوروبا للبلدان الصغيرة (رجال وسيدات)
- بطولة أمم أوروبا تحت 20 سنة لكرة السلة، بطولة قارية تُلعب سنويا للمنتخبات الأقل من 20 سنة
- بطولة أمم أوروبا تحت 18 سنة لكرة السلة، بطولة قارية تُلعب سنويا للمنتخبات الأقل من 18 سنة
- بطولة أمم أوروبا تحت 16 سنة لكرة السلة، بطولة قارية تُلعب سنويا للمنتخبات الأقل من 16 سنة
- بطولة أمم أوروبا تحت 20 سنة لكرة السلة للسيدات، بطولة قارية تُلعب سنويا للمنتخبات النسائية الأقل من 20 سنة
- بطولة أمم أوروبا تحت 18 سنة لكرة السلة للسيدات، بطولة قارية تُلعب سنويا للمنتخبات النسائية الأقل من 18 سنة
- بطولة أمم أوروبا تحت 16 سنة لكرة السلة للسيدات، بطولة قارية تُلعب سنويا للمنتخبات النسائية الأقل من 20 سنة

### الأندية
- الدوري الأوروبي، دوري احترافي يضم أندية من 13 دولة.
  - رجال
  - سيدات
- كأس أوروبا
  - رجال
  - سيدات
- دوري أبطال أوروبا
- كأس السوبر الأوروبية
  - سيدات

#### مسابقات سابقة
- كأس كوراتش
- كأس رونكيتي
- كأس سابورتا

## الأعضاء

### أعضاء سابقون
2-اندمج المنتخبان في منتخب بريطانيا.

## وصلات خارجية
- الموقع الرسمي